# Spencer Stuart Dickson
Spencer Stuart Dickson CMG (* 28. November 1873 in der britischen Gesandtschaft in Teheran; † 1951) war ein britischer Diplomat.

## Leben
Sein Vater war der britische Diplomat William John Dickson (* 1841). Spencer Stuart Dickson heiratete Beatrice Dickson († 1946). Er schloss sein Studium 1897 mit einem Master of Arts (M.A.) am St John’s College an der University of Oxford ab. Er wurde am 15. Februar 1900 zum Vice-Konsul in Bogotá ernannt wo er 1902, 1905 und 1906 als Geschäftsträger fungierte.
Von 1906 bis 1912 war er am Konsulat in Brest als Vizekonsul und von 1912 bis 1913 als Konsul. 1909 fungierte er als Vizekonsul in Antwerpen. 1913 und 1915 war er Konsul in Rosario, 1914 in Puerto Madryn, 1919 in Rouen. 1923 war er Generalkonsul in Marseille.
Aus Bogotá berichtete er über den Britischen Friedhof.